# José Capuz
José Capuz Mamano (en valenciano, Josep Capuz i Mamano; Valencia, 29 de agosto de 1884-Madrid, 9 de marzo de 1964) fue un escultor español.

## Biografía
Nacido en una familia de escultores de origen italiano asentada en la ciudad de Valencia desde el siglo XVII, su formación se inició a través de su padre y su tío en la Real Academia de Bellas Artes de San Carlos, en Valencia, pasando en 1904 a la Real Academia de Bellas Artes de San Fernando, en Madrid y al taller del padre Félix Granda, uno de los más destacados de su época en imaginería religiosa. Tras una beca que le posibilita un primer viaje a Roma que extiende a Florencia, Nápoles o París, retorna a España.
Durante su estancia en Roma conoció a otro becado, el después gran pintor José Nogué Massó, quien retrató a Capuz en 1910. La obra, de excelente factura, se conserva en el Museo Provincial de Jaén y es propiedad de la Junta de Andalucía.
A partir de los años 1920, obtuvo gran éxito entre los ambientes artísticos españoles, compaginando su labor artística con la enseñanza en la Escuela de Artes y Oficios de la capital de España como catedrático de Modelado y Vaciado. En 1927 fue nombrado académico de Bellas Artes de San Fernando.
Cofundador el 11 de febrero de 1933 de la Asociación de Amigos de la Unión Soviética, creada en unos tiempos en que la derecha sostenía un tono condenatorio en relación con los relatos sobre las conquistas y los problemas del socialismo en la URSS.

## Obra

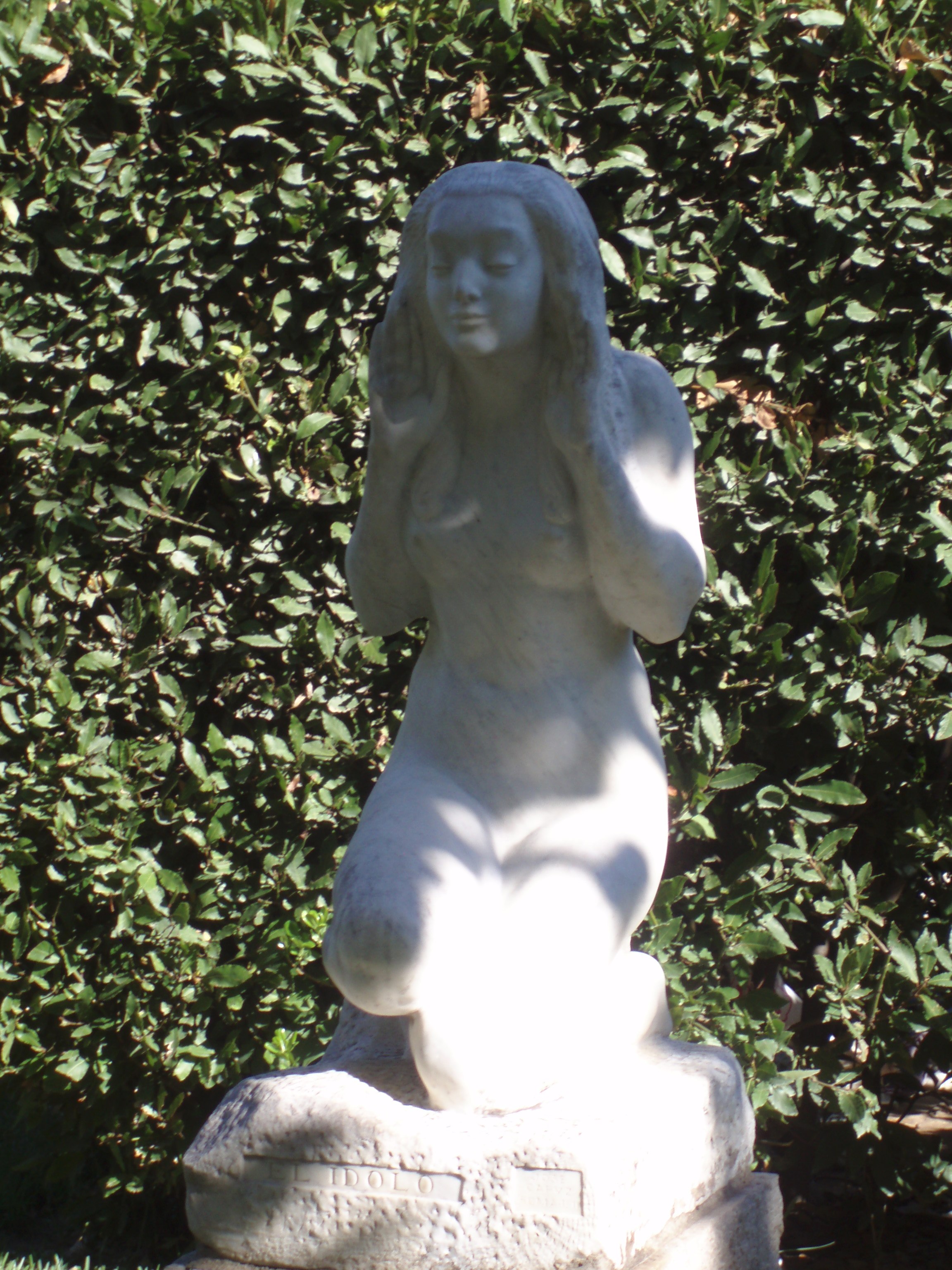
El ídolo (Valencia).

José Capuz supo compaginar la visión clásica de la escultura con las corrientes modernas que se extendían en aquellos años. Trabajó con maestría en muy diversos materiales, tanto bronce como piedra o madera.

### Monumentos
- Justino Flórez, Jaén 1930.
- Doctor Francisco Moliner, Valencia 1919.
- Comandante Villamartín, Cartagena, 1926.
- Francisco Franco, Madrid 1964. Estatua ecuestre que se situó durante años frente a los Nuevos Ministerios en Madrid, con copias en Valencia, Ferrol y Santander.

### Otras obras
- El Ídolo
- Desnudo sentado
- Mujer en un árbol
- Mujer peinándose

## Obra religiosa
La mayor parte de su producción en esta materia tendría como destino la Semana Santa de Cartagena. Para la Cofradía de Nuestro Padre Jesús Nazareno (Marrajos):
- Santísima Virgen de la Piedad, 1925
- Santísima Virgen de la Soledad, 1925. Desaparecida en 1936
- Cristo Yacente, 1926
- Descendimiento de Cristo, 1930 para la Agrupación del Santísimo Descendimiento de Cristo.
- Nuestro Padre Jesús Nazareno, 1931. Desaparecido en 1936
- Santísima Virgen Dolorosa, 1931. Desaparecida en 1936
- Santísima Virgen de la Soledad, 1943
- San Juan Evangelista, 1943
- Nuestro Padre Jesús Nazareno, 1945
- Santo Amor de San Juan en la Soledad de la Virgen, 1953

También realizaría obras religiosas para otras localidades. Es el caso de:
- Asunción de la Virgen. Elche, 1940
- Santísima Virgen de los Dolores Paso Azul Lorca.Hermandad de Labradores, Lorca , 1942
- Jesús Nazareno del Puente. Cuenca, 1941
- Santísima Virgen de la Piedad. Cieza, 1943
- Negación de San Pedro. Elche, 1945
- Grupo del Resucitado. Málaga, 1946
- Santísima Virgen del Rosario. Alhama de Murcia
- Crucificado para los jesuitas de Madrid, etc.

## Galería

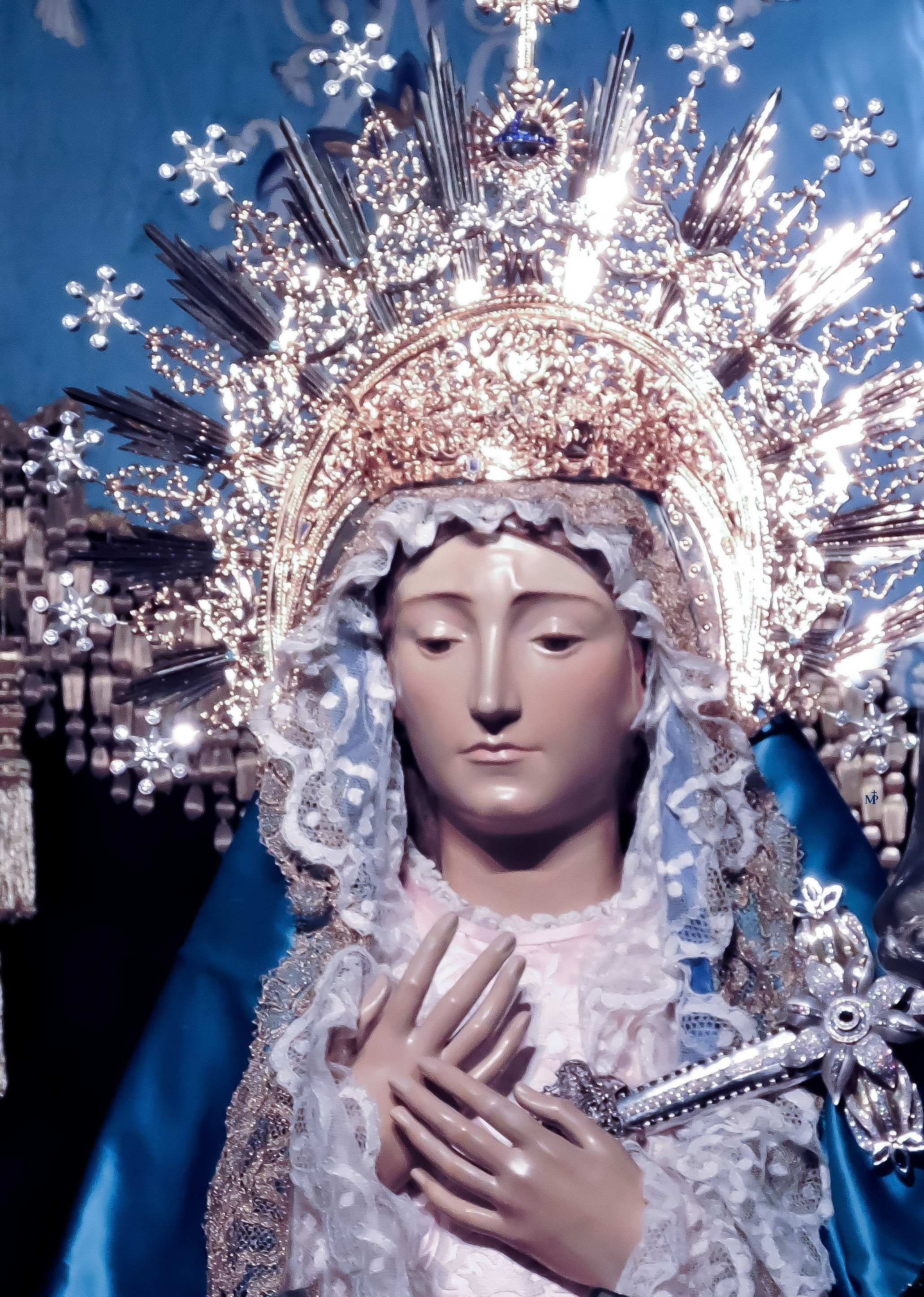
Santísima Virgen de Los Dolores Paso Azul de Lorca, Murcia, 1942.
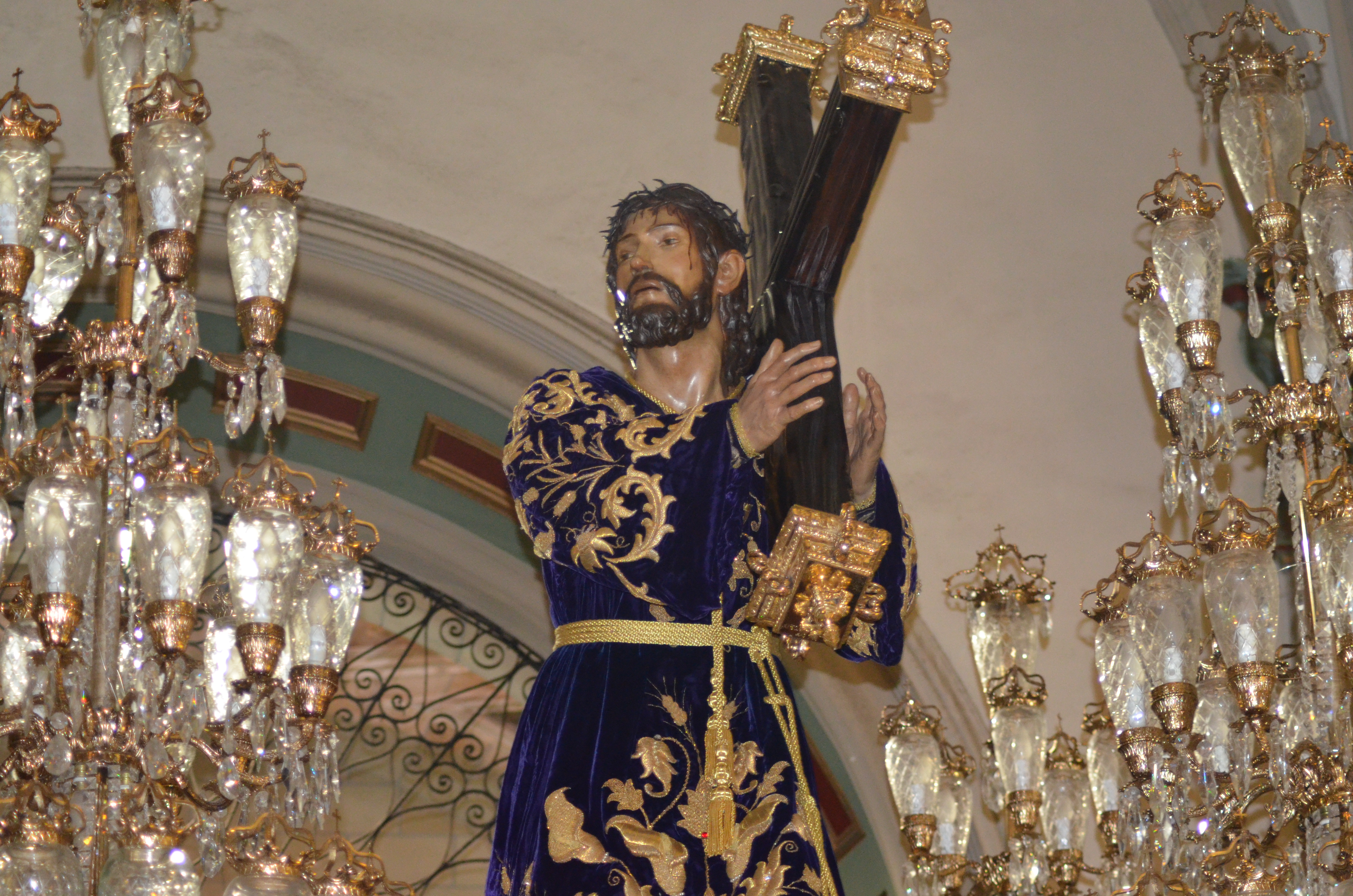
Nazareno de Capuz (Marrajos).
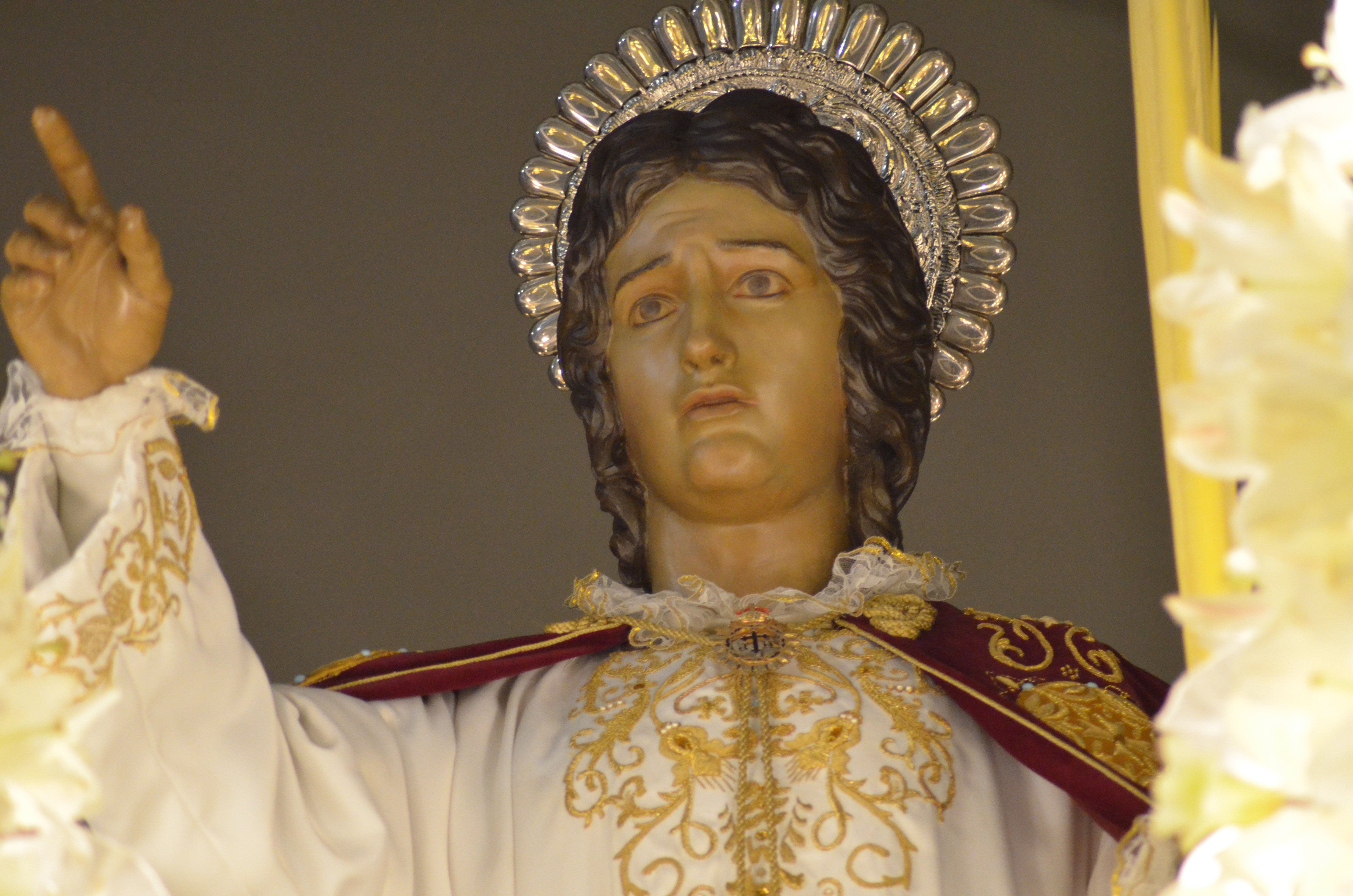
San Juan de Capuz (Marrajos).